# Hallerbruch
Hallerbruch este o arie protejată (sit de importanță comunitară — SCI) din Germania întinsă pe o suprafață de 212,44 ha, integral pe uscat.

## Localizare
Centrul sitului Hallerbruch este situat la coordonatele 52°11′11″N 9°35′37″E / 52.1864°N 9.5936°E.

## Înființare
Situl Hallerbruch a fost declarat sit de importanță comunitară în ianuarie 2005 pentru a proteja 3 specii de animale.

## Biodiversitate
Situată în ecoregiunea atlantică, aria protejată conține 2 habitate naturale: Păduri de fag Asperulo-Fagetum, Păduri de stejar sau de stejar și carpen sub-atlantice și medio-europene de Carpinion betuli.
La baza desemnării sitului se află mai multe specii protejate:
- mamifere (2): liliac cu urechi mari (Myotis bechsteinii), liliac comun (Myotis myotis)
- nevertebrate (1): Osmoderma eremita Complex

Pe lângă speciile protejate, pe teritoriul sitului au mai fost identificate 1 specie de mamifere.